# 반송중학교 (부산)
반송중학교(盤松中學校)는 대한민국 부산광역시 해운대구 반송동에 있는 공립 중학교이다.

## 학교 연혁
- 1974년 1월 5일 : 반송중학교 설립 인가(남 5학급, 여 4학급)
- 1974년 1월 28일 : 초대 최상봉 교장 취임
- 1974년 3월 5일 : 제1회 입학식 및 개교
- 1974년 5월 10일 : 개교 기념일로 지정
- 1977년 1월 10일 : 제1회 졸업식(남 271명, 여 209명 계 480명)
- 1982년 2월 28일 : 남중으로 분리(제6회 졸업후)
- 2006년 3월 1일 : 부산광역시교육청 지정 반부패 청렴교육 연구학교 운영
- 2008년 9월 1일 : 교원능력개발 선도학교 운영(2008.09.01-2010.02.28)
- 2020년 3월 1일 : 운송중학교와 통폐합
- 2022년 3월 1일 : 부산 다행복 자치학교 1기
- 2023년 9월 1일 : 제23대 김왕백 교장 취임(내부형 공모)
- 2025년 1월 7일 : 제49회 졸업식(79명, 졸업생 총수 18,917명)
- 2025년 3월 4일 : 제52회 입학식(77명)

## 참고 자료
- 반송중학교 - 한국교육학술정보원 학교알리미